# Tropidonophis dahlii
Tropidonophis dahlii — вид змій родини полозових (Colubridae). Ендемік Папуа Нової Гвінеї. Вид названий на честь німецького зоолога Фрідріха Даля.

## Поширення і екологія
Tropidonophis dahlii є ендеміками острова Нова Британія в архіпелазі Бісмарка, зустрічаються в горах Вітерман і на півострові Віллаумез на заході острова та на півострові Газель і Рабаул на сході острова. Вони живуть у вологих тропічних лісах, на берегах струмків, на висоті від 760 до 1070 м над рівнем моря.